# Siniavka
Siniavka (en rus: Синявка) és un poble de l'óblast de Lípetsk, a Rússia, que el 2013 tenia 820 habitants. Pertany al districte rural de Griazi.